# Macedonia del Norte en los Juegos Paralímpicos de París 2024
Macedonia del Norte estuvo representada en los Juegos Paralímpicos de París 2024 por una deportista femenina. El equipo paralímpico macedonio no obtuvo ninguna medalla en estos Juegos.